# Elecciones presidenciales de Gabón de 1986
Las elecciones presidenciales de Gabón de 1986 se llevaron a cabo el 9 de noviembre. Omar Bongo, del Partido Democrático Gabonés, en ese entonces partido único del país, fue el único candidato sin oposición, y sin que se pudiera votar en contra de su candidatura, por lo que fue automáticamente reelecto con el 100% de los votos para el período 1987-1994. La participación fue del 99.9%.
Fueron las últimas elecciones unipartidistas del país, pues Gabón volvería al multipartidismo en 1990.

## Resultados
| Candidato                          | Partido                            | Votos   | %    |
| ---------------------------------- | ---------------------------------- | ------- | ---- |
| Omar Bongo                         | Partido Democrático Gabonés        | 903.739 | 100  |
| Votos en blanco/anulados           | Votos en blanco/anulados           | 300     | –    |
| Total                              | Total                              | 904.039 | 100  |
| Votantes registrados/participación | Votantes registrados/participación | 904.467 | 99.9 |
| Fuente: Nohlen et al.              |                                    |         |      |